# Psigida basalis
Psigida basalis är en fjärilsart som beskrevs av Michener. Psigida basalis ingår i släktet Psigida och familjen påfågelsspinnare. Inga underarter finns listade.